# Fasciolaria magna
Fasciolaria magna is een slakkensoort uit de familie van de Fasciolariidae. De wetenschappelijke naam van de soort is voor het eerst geldig gepubliceerd in 1838 door Anton.